# تريشور أيلاند
تريشور أيلاند (بالإنجليزية: Treasure Island, Florida)‏ هي مدينة تقع في مقاطعة بينيلاس (فلوريدا) بولاية فلوريدا في الولايات المتحدة. تبلغ مساحتها 13.8 (كم²)، وترتفع عن سطح البحر 1 م، بلغ عدد سكانها 6705 نسمة في عام 2010 حسب إحصاء مكتب تعداد الولايات المتحدة .

## وصلات خارجية
- www.mytreasureisland.org